# Унтрасрід
Унтрасрід (нім. Untrasried) — громада в Німеччині, знаходиться в землі Баварія. Підпорядковується адміністративному округу Швабія. Входить до складу району Остальгой. Складова частина об'єднання громад Обергюнцбург.
Площа — 25,75 км2. Населення становить 1615 ос. (станом на 31 грудня 2020).

## Галерея

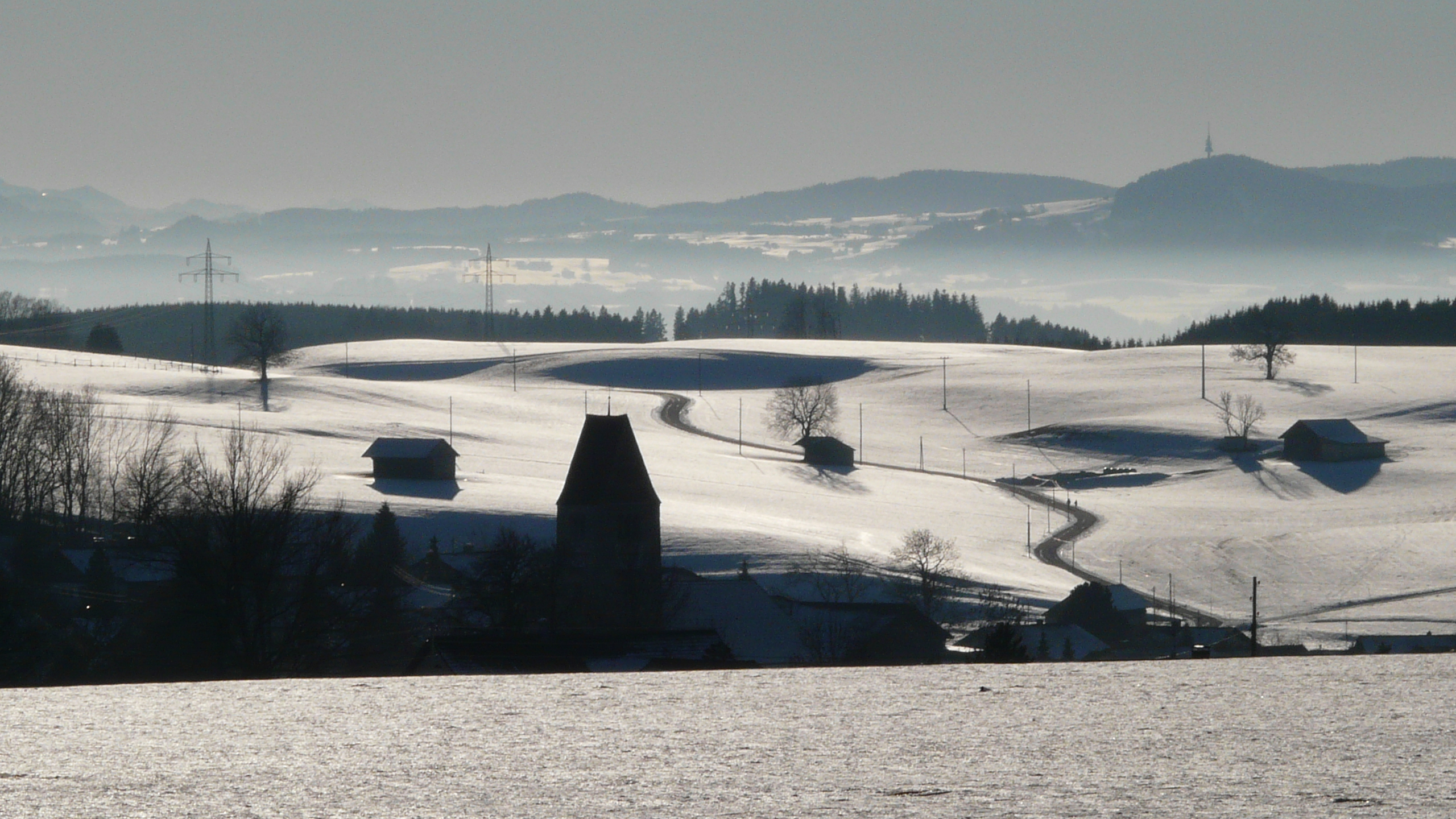